# De hitte van Ramadan
De hitte van Ramadan is een spionageroman van auteur Steven Hartov.

## Verhaal
Het begint allemaal met een mislukte aanslag in München op een Palestijns terrorist door Israëlisch-commandoteam van de Mossad. Het team van Benny Baum heeft de terrorist Amar Kamil maandenlang geschaduwd. Het team weet hem te benaderen en Eytan Eckstein is aangewezen het lot te voltrekken. Echter, op het moment dat hij het pistoolschot lost beseft hij dat hij een majeure vergissing heeft begaan. De vermoorde Palestijn is niet Kamil maar slechts zijn chauffeur.
Na terugkeer in Israël accepteert hij een kantoorbaan bij een aan het Israëlische leger gelieerd bedrijf. Inmiddels ruim een jaar later is Eytan Eckstein nog niet geheel bekomen van het fiasco in München en denkt nog vrijwel dagelijks aan de gebeurtenis terug.
Dan wordt één van zijn oud teamleden en deel uitmaakte van het uitvoerende team dat de operatie in München vermoord. Eckstein herkent hierin de hand van Kamil. Niemand neemt hem in eerste instantie serieus, waaronder ook zijn beste vriend en voormalig teamleider Benny Baum. Maar dan worden meer voormalig teamleden een voor een vermoord.
Benny Baum herinstalleert het team en stelt alles in het werk om Kamil te vinden. Het team ontdekt dat Kamil de Israëlische president wil vermoorden om het vredesproces tussen Israël en de Palestijnen te saboteren.

## Personages
- Benny Baum
- Eytan Eckstein
- Amar Kamil

## Film
De hitte van Ramadan is in 2001 verfilmd als The Point Men met in de hoofdrol Christopher Lambert als Eytan Eckstein.